# Поколение X
Поколение X (често съкращавано като Gen X) е демографската кохорта след Бейби бумърите и преди Милениалите. Социолозите и медиите често използват средата на 1960-те като начални години на раждане и края на 1970-те като крайни години, като поколението обикновено се определя като хора родени от 1965 до 1980 г. Според това определение и данните от преброяването на населението в САЩ има 65,2 милиона Gen Xers в Съединените щати към 2019 г. Повечето от Поколението X са децата на мълчаливото поколение и ранните Бейби бумъри.  Xers също често са родители на Millennials и Generation Z. 
Като деца през 70-те и 80-те години на миналия век, период на промяна в обществените ценности, Gen Xers понякога са били наричани „поколението с ключове“, което произтича от прибирането им като деца от училище в празен дом и необходимостта да използват ключа от вратата за да влязат. Това е резултат от свободното родителство заедно с нарастващите нива на разводи и увеличеното участие на майките на трудовия пазар преди широкото разпространение на възможности за отглеждане на деца извън дома.
Като юноши и подрастващи през 80-те и 90-те години на миналия век, Xers са наричани „MTV поколението“ (препратка към музикалния видео канал), понякога характеризирани като мързеливи, цинични и недоволни от живота. Някои от многото културни влияния върху младежите от Gen X включват разпространението на музикални жанрове със силна социално-племенна идентичност като алтернативен рок, хип-хоп, пънк, пост-пънк и хеви метъл, в допълнение към по-късните форми, разработени от самите Gen X (като например гръндж и грайндкор).
Филмите, както раждането на франчайз мега хитовете, така и разпространението на независими филми (позволено отчасти от видео касетите) също е забележително културно влияние. Видеоигрите (както в увеселителни салони, така и в устройства-конзоли в западните домове) също стават основна част от забавленията за младежи за първи път. 
Политически, в много страни от Източния блок Поколението X преживява последните дни на комунизма и прехода към капитализма като част от своята младост. В голяма част от западния свят, същият  период се определя от доминирането на консерватизма и икономиката на свободния пазар.
На средна възраст, в началото на XXI век, социолозите ги описват като активни, щастливи и постигащи баланс между работата и личния живот. Кохортата също така е кредитирана като предприемчива и продуктивна на работното място в по-широк план.